# Bonn-Kopenhagener Erklärungen

Deutsche Briefmarke von 1985 zum 30-jährigen Jubiläum der Erklärungen

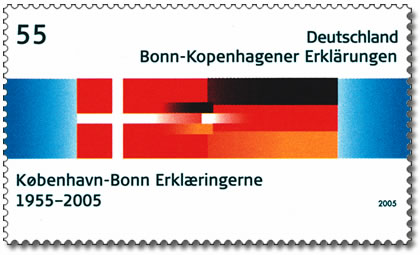
Deutsche Briefmarke von 2005 zum 50-jährigen Jubiläum

Die Bonn-Kopenhagener Erklärungen sind zwei separate Regierungserklärungen von Deutschland und Dänemark, die im Jahre 1955 die Anerkennung der Minderheit im jeweiligen Staat, d. h. der dänischen Minderheit in Deutschland und der deutschen Minderheit in Dänemark, bestätigten. Die Erklärungen gestehen den Minderheiten keine Sonderrechte zu; es werden jedoch das freie Bekenntnis zur jeweiligen Volkszugehörigkeit sowie die Gleichbehandlung aller Staatsbürger bestätigt.
Es handelt sich um zwei einseitige, ähnlich lautende Regierungserklärungen. Die Erklärungen sind völkerrechtlich zwar nicht bindend, ihre Inhalte mit eher empfehlendem Charakter wurden jedoch zügig umgesetzt.
Das Bonn-Kopenhagener Modell betont, dass die Minderheiten gleichberechtigte Bürger im Herbergsstaat sind und dass Minderheitenfragen innere Angelegenheiten sind. Durch das Verzichten auf einen bilateralen Vertrag wollte man eine mögliche Einmischung in die Angelegenheiten des Nachbarlandes, das die Stabilität in einer künftigen Lage gefährden könnte, verhindern.

## Inhalt der Erklärungen
Die Erklärungen bestehen aus zwei Dokumenten:
- Am 28. März 1955 schlossen Verhandlungen das Deutsch-Dänische Papier ab. Hierin teilten die beiden Delegationen einander mit, dass die Schulen der jeweiligen Minderheiten beiderseits der Grenze Examensrechte erhalten sollten, und die deutsche Delegation teilte zusätzlich mit, dass die schleswig-holsteinische Regierung die dänische Minderheitenpartei von der Sperrklausel ausnehmen werde.

- Am 29. März 1955 wurden die eigentlichen Erklärungen veröffentlicht und vom Deutschen Bundestag bzw. dem dänischen Parlament, dem Folketing, bestätigt. Diese Erklärung beinhaltet eine feierliche Bestätigung von Grundrechten, die teilweise – sofern sie sich nicht explizit auf die Volkszugehörigkeit berufen – schon im Grundgesetz festgelegt sind.

## Hintergrund
Durch die Teilung des früheren Herzogtums Schleswig zwischen Deutschland und Dänemark im Jahr 1920 entstanden auf beiden Seiten der deutsch-dänischen Grenze Minderheiten. Dies führte bis 1955 zu nationalen Spannungen.
1949 wurde die Kieler Erklärung von der schleswig-holsteinischen Landesregierung verabschiedet. Diese bestätigte die Grundrechte der dänischen und friesischen Minderheiten, führte aber kaum zu Veränderungen im Alltagsleben. Das Prinzip des freien Bekenntnisses zu Volksgruppen wurde von vielen Politikern und teilweise von der Regierung selbst nicht respektiert. Außerdem musste die dänische Minderheit ihre Schul- und Kulturarbeit weiterhin mit geringen öffentlichen Mitteln betreiben; die Deutschen in Nordschleswig waren weiterhin ganz auf sich selbst angewiesen. Die Kieler Regierung hatte schließlich außerdem gehofft, eine ähnliche Erklärung von Dänemark zugunsten der Deutschen in Nordschleswig zu erhalten.
Im Rahmen der Aufnahmeverhandlungen der Bundesrepublik Deutschland in die NATO waren beide Staaten für eine Normalisierung der Zusammenarbeit positiv motiviert. Die Frage einer dauerhaften Lösung der Probleme im Grenzland wurde zunächst diskret vorgebracht, und im Februar und März 1955 fanden separate Verhandlungen in Kopenhagen und Bonn statt.
Die Bundesregierung hatte ursprünglich auf einen bilateralen Vertrag mit gleichen Verpflichtungen nördlich und südlich der Grenze gehofft. Auch hätte man den dänischen Südschleswigern eine Loyalitätserklärung abfordern wollen, wie sie die deutschen Nordschleswiger am 22. November 1945 formuliert hatten. Nachdem die schleswig-holsteinische Landesregierung nicht mit den Ideen der Bundesregierung konform gegangen war, wurde sie aus dem Prozess ausgekoppelt, und die Bundesregierung übernahm die alleinige Federführung auf deutscher Seite.

## Kritik
Das Modell wurde oft als Vorbild für die friedliche Lösung von Minderheitenproblemen hervorgehoben. Jedoch setzt diese Lösung eine gleichgewichtige gegenseitige Lage mit Minderheiten beiderseits einer Grenze voraus. Bei Souveränitäts- und Grenzkonflikten wäre sie weniger anwendbar. Die Partner müssten wohlwollende und demokratische Staaten sein.
Heute wird betont, dass die Erklärungen nunmehr an sich ungenügend seien und von anderen Instrumenten wie der umfangreicheren Rahmenkonvention zum Schutz nationaler Minderheiten des Europarates überholt würden.
Da die Erklärungen nur die generelle Gleichstellung der Bürger eines Staates bestätigen, ist eine Asymmetrie in Bezug auf faktische Rechte nicht ausgeschlossen: So unterliegen deutsche Schulen in Dänemark denselben günstigen Regeln wie andere freie Schulen, wonach heute ein fester Satz von 81 % der Kosten vom Staat abgedeckt wird; dazu kommt ein Zuschuss zur Abdeckung des doppelten Muttersprachenunterrichts (da er nicht nur Immigranten oder Ausländern vorbehalten ist), so dass der Schulgang praktisch kostenlos wird – in Schleswig-Holstein dagegen wird über die Höhe der Zuschüsse von Jahr zu Jahr neu entschieden, was immer wieder für Einsparungsmaßnahmen und Unsicherheit sorgt. Dennoch sind die Minderheiten beiderseits der Grenze auf erhebliche Zuschüsse von der jeweils anderen Seite der Grenze angewiesen. Bei der politischen Privilegierung schließlich findet sich die Ausnahme von der Sperrklausel nur südlich der Grenze (s. u.).

## Ausnahme von der 5-%-Hürde
Vor der Landtagswahl 1950 in Schleswig-Holstein wurde die bisherige Grundmandatsklausel um eine Fünfprozenthürde ergänzt. Bei der Wahl am 9. Juli 1950 gewann der Südschleswigsche Wählerverband (SSW) zwei Wahlkreise und erzielte einen Stimmenanteil von 5,48 %, so dass er mit vier Mandaten in den Landtag einzog.
1951 setzte der schleswig-holsteinische Landtag aufgrund einer Initiative des CDU-Ministerpräsidenten Friedrich Wilhelm Lübke die Sperrklausel auf 7,5 % hoch. Dies war eine Reaktion auf die weiterhin latente Diskriminierung der deutschen Minderheit nördlich der Grenze, insbesondere auf die weiterhin offene Frage hinsichtlich der nach 1945 erfolgten Enteignungen, auf das Verbot weiterführender Schulen für die Minderheit in den ersten Nachkriegsjahren und auf die ebenfalls seitdem fehlende Anerkennung von Abschlüssen der Schulen der deutschen Minderheit. Ebenfalls spielten die mit dem extremen Anwachsen der Stimmenzahl für den SSW einhergehenden Forderungen vieler Neu- und Altdänen nach Grenzrevision und dass das Land „so bald wie möglich von den Flüchtlingen befreit“ würde, eine Rolle. Parolen „gegen die drohende Überfremdung und Verpreußung“ der Heimat und die Gefahr für die „nordische Bevölkerung“, von „Elementen… aus den europäischen Unruheherden“ „biologisch ausgelöscht“ zu werden, zogen sich wie ein roter Faden durch die Kampagnen in den Nachkriegsjahren. Somit war die Erhöhung der Sperrklausel eine der Maßnahmen der Politik der kleinen Nadelstiche und geschah explizit, um den SSW aus dem Landtag auszuschließen. Im darauffolgenden Jahr – und vor der ersten Anwendung bei einer Landtagswahl – wurde die 7,5-%-Klausel vom Bundesverfassungsgericht allerdings für verfassungswidrig und nichtig erklärt (BVerfGE 1, 208).
Bei der Landtagswahl 1954 gewann der SSW kein Direktmandat mehr und scheiterte mit 3,5 % (42.242 Stimmen) an der Fünfprozenthürde, verpasste somit den Einzug in den Landtag – obwohl der SSW-Stimmenanteil regional im Landesteil Schleswig fast 20 % betrug.
Schon 1953 wurde im Bundestagswahlgesetz festgelegt, dass Parteien nationaler Minderheiten von der Sperrklausel befreit sind (heute § 6 Abs. 3 BWahlG). Eine ähnliche, explizit für die dänische Minderheitenpartei geltende Bestimmung wurde dann im Zuge der Bonn-Kopenhagener Erklärungen ins schleswig-holsteinische Landeswahlgesetz aufgenommen.
Die Ausnahme von der Sperrklausel wurde im unformell gestalteten „Deutsch-Dänischen Papier“ mitgeteilt, und gerade dieser Punkt findet sich nicht in einem dänischen Pendant wieder. Das dänische Wahlrecht sorgte dafür, dass die deutsche SP in Nordschleswig relativ leicht ein Mandat im Folketing erzielen konnte. Allerdings wurde diese bestehende Tatsache nicht im Deutsch-Dänischen Papier erwähnt, sondern nur die mit Gesetzesänderungen verbundenen Maßnahmen.
Die 1960 in Dänemark eingeführte 2-%-Hürde hat heute keine praktische Bedeutung für die deutsche Minderheit mehr, zum einen, da die Sperrklausel nur für landesweite Mandate vorgesehen ist, zum andern, da ohnehin nicht mehr ausreichend Stimmen für ein Bezirksmandat (kredsmandat) aus der Wählerschaft der Minderheit allein erzielbar sind. Auf Regionalebene wären heute ungefähr 14.000 Stimmen für ein Mandat im neuen Regionsrat erforderlich, womit eine politische Vertretung ebenfalls auf Regionsebene nicht mehr zu schaffen ist. Im Vergleich muss der SSW etwa 25.000 Stimmen für ein Mandat im schleswig-holsteinischen Landtag erzielen.
Bei Kommunalwahlen gibt es Regeln, die nicht auf den Bonn-Kopenhagener Erklärungen fußen. Dänemark verordnete schließlich mit der ab 2007 geltenden Gebietsreform einen Erlass, der der deutschen Minderheit eine politische Vertretung innerhalb dieser neuen Region Süddänemark de facto nunmehr nicht mehr ermöglicht, ihr jedoch zumindest durch Sonderregelungen eine Repräsentation ohne Befugnisse gestattet.

## Diskussion ab 2005
Der 50. Jahrestag der Erklärungen wurde am 29. März 2005 in Sonderburg und Flensburg gefeiert. Die Feier erfolgte im Schatten des Debakels um die Koalitionsbildung nach der Landtagswahl in Schleswig-Holstein. Der ehemalige SSW-Landtagsabgeordnete Karl Otto Meyer lehnte seine Teilnahme ab, weil der CDU-Bundestagsabgeordnete Wolfgang Börnsen anwesend war, der im Zuge der umstrittenen Partizipierung des SSW an der Regierungsbildung in Kiel die Vollwertigkeit der Landtagsmandate des SSW in Frage gestellt hatte.
Die erhitzte Diskussion nach der Landtagswahl 2005 hatte eine Diskussion ausgelöst, inwiefern der SSW heute noch als Partei der dänischen Minderheit betrachtet werden könne, nachdem er mittlerweile die Hälfte seiner Stimmen aus dem Landesteil Holstein beziehe und regierungsbildend tätig werde, trotzdem aber weiterhin das Privileg infolge des Anspruches als Vertretung der dänischen Minderheit wahrnehme. Diese Diskussion wurde seitens des SSW wieder als Streit um die Fragen der „gleichberechtigten Staatsbürger“ sowie des „freien Bekenntnis zur Volksgruppe“ aufgefasst. Von allen offiziellen Stellen auf deutscher und dänischer Seite herrschte jedoch Einigkeit darüber, dass es nicht um Infragestellung dieser grundlegenden Rechte ginge.
Nach der Landtagswahl 2013 legten einige Mitglieder der Jungen Union eine Wahlprüfungsbeschwerde wegen der Ausnahme des SSW von der 5-Prozent-Hürde ein. Das Schleswig-Holsteinische Landesverfassungsgericht urteilte, dass der SSW als Minderheitenpartei die von der Minderheitenvertretung geprägten Interessen vertritt und daher die Befreiung sowie die Regierungsbeteiligung des SSW rechtmäßig sind.